# Кореньков, Кирилл Витальевич
Кирилл Витальевич Кореньков (4 мая 1968, Ленинград) — советский и российский хоккеист, вратарь. Тренер.

## Биография
Начал заниматься хоккеем в команде «Волна» Московского района Ленинграда на позиции защитника. Перейдя в школу СКА стал, как и мечтал, вратарём. Тренировался у Николая Пучкова.
Дебютировал за СКА в 16 лет в 1984 году, сыграв в последнем матче сезона несколько минут с рижским «Динамо». До сезона 1996/97 играл за СКА, его фарм-клуб «Звезда» / СКА-2 и «Ижорец». Играл за «Карлскруну» (Швеция, 1998—2000). В сезоне 1998/99 выступал за «Нефтяник» Альметьевск в переходном турнире, затем — в высшей лиге за петербургский «Спартак» (1999/2000 — 2001/02, 2003/04), «Липецк» (2002/03) и в чемпионате Белоруссии за «Гомель» (2001/02).
В сезоне 2005/06 — тренер вратарей «Спартак» (СПб). В 2006—2013 годах — тренер вратарей в системе СКА (ХК ВМФ, в сезоне 2010/11. — в «СКА-1946». В 2013—2014 годах — тренер вратарей в сборной Польши и ассистент тренера в олимпийской сборной Польши. В сезоне 2014/15 — тренер вратарей СКА, в сезоне 2015/16 — тренер вратарей «Салавата Юлаева».
С 2017 года — специалист по развитию вратарей «Академии хоккея Ак Барс».
При участии Коренькова в Санкт-Петербурге открылась вратарская школа имени Николая Пучкова, где он стал главным тренером.